# Бенуа, Юлий Юльевич
Юлий Юльевич Бенуа́ (фр. Jules-Louis-Auguste Benois, также встречается вариант Юлиус Юльевич Бенуа, 25 февраля 1852, Санкт-Петербург — 26 января 1929, Вологда [?]) — русский архитектор из семьи Бенуа, мастер петербургских эклектики и модерна, специалист по сельскохозяйственному строительству и фермерству. Соавтор проекта (вместе с двоюродными братьями Альбертом и Леонтием Бенуа) комплекса зданий 1-го Российского страхового общества — так называемого дома Бенуа. Академик Императорской Академии художеств (с 1885). Действительный статский советник.

## Биография
Юлий Юльевич Бенуа — представитель известной семьи петербургских деятелей культуры Бенуа: сын Юлия Леонтьевича Бенуа (1820—1898), племянник архитектора Н. Л. Бенуа (1813—1898); его брат — архитектор Франц Юльевич Бенуа (1873—1944), двоюродный брат — архитектор Леонтий Николаевич Бенуа (1856—1928).
Окончил гимназию Карла Мая. В 1870—1875 годах учился на архитектурном отделении Императорской Академии художеств у А. И. Резанова и Д. И. Гримма. Член Петербургского общества архитекторов (с 1881 года) и ряда предпринимательских обществ. Служил при Техническо-строительном комитете (1883—1896). Академик архитектуры (1885). Штатный архитектор Первого Российского страхового общества (1885—1913), штатный архитектор при школах императорского Женского патриотического общества (1887—1917). В 1890-х годах работал в петербургской Городской управе.
Выполнил проекты и построил в Санкт-Петербурге около 30 зданий различного назначения. Один из наиболее известных проектов — построенный в 1901—1904 годах Лиговский народный дом графини Паниной (в советское время — Дом культуры железнодорожников), в котором были предусмотрены все условия для проведения культурно-образовательной и просветительной работы среди рядовых жителей города (театральный зал, картинная галерея, спортивный зал, кабинеты для кружков, дешёвая столовая и даже небольшая собственная обсерватория). Другая известная постройка — комплекс зданий для Первого Российского страхового общества (совместно с А. Н. и Л. Н. Бенуа, 1911—1912); эти здания благодаря высокой комфортабельности квартир впоследствии стали местом жительства многих государственных деятелей эпохи советской власти.
В 1896 году награждён орденом Св. Анны 2-й степени; ему был пожалован чин действительного статского советника, дававший право на потомственное дворянство; а также личный герб, внесённый в Общий гербовник (ОГ, XIX, 140) и эмблематически родственный гербу старшей ветви Бенуа.
После революции Ю. Ю. Бенуа работал в Министерстве продовольствия РСФСР, занимался сельским хозяйством. Являлся известным в Санкт-Петербурге специалистом по сельскохозяйственному производству и строительству. Был владельцем Лесной фермы (позже ставшей совхозом и посёлком «Лесное»). Дорога к ферме носила название «проспект Бенуа», в декабре 1952 года переименована в Тихорецкий проспект.
Скончался в Вологде (по другим сведениям — в Ленинграде) в 1929 году.

## Семья
Жена — Эмма Фёдоровна (Ирма) Бенуа, урожд. Менд (Мендт).
Дети:
- Юлий (1882—1941). Воевал на фронтах Первой мировой войны в чине штабс-капитана, с 1918 года служил в Красной армии. С 1924 года работал в Облкомхозе и архитектурно-планировочном отделе Ленсовета. Был женат на Елизавете Казимировне Посендковской (до 1928 года), в 1935 году был выслан с бывшей женой и сыном в Иргиз (Казахстан) на 5 лет. Похоронен на Волковском лютеранском кладбище. Сын — Юлий (1908—1966), инженер-судостроитель, конструктор судов на воздушной подушке[5].
- Женни (1884—?). Её сын — Фёдор Францевич Бенуа (1906—1992), учёный, сотрудник Ленинградского института инженеров водного транспорта, генеалог рода Бенуа[6].
- Фридрих (1886—1934). В 1920-х был арестован, приговорен к расстрелу, но после выкупа выпущен за границу.
- Эдуард (Елисей) (1890—1914). Погиб на фронте во время Первой мировой войны. Был женат на Ольге Фёдоровне Бенуа (урожд. Вальдман, 1891—1980), впоследствии активной участницы РСХД в Латвии. Их дети: Елисей (1913—1932, учился в русском кадетском корпусе, умер от чахотки в Белой Церкви), Ольга (1914—1994) и Лидия (в замужестве Мансур, 1914—2008)[7][8]. Ольга Елисеевна Бенуа — художница, в 1945 году была репрессирована вместе с матерью и отбыла 10-летнее заключение в Норильске[9][10].
- Франц (1897—1938). Окончил Вологодский молочнохозяйственный институт, был преподавателем. В 1931 году осужден по делу «Трудовой крестьянской партии» на 3 года ссылки. Отбывал наказание в Иркутске, работал в Облземуправлении, преподавал в Сельскохозяйственном институте. В 1937 году был повторно арестован и 16 января 1938 года расстрелян[11]. Дочь — Евгения Францевна Бенуа-Кургина[6],. Сын — Эдуард Францевич Бенуа, известный инженер-электронщик, автор многих изобретений (1926—1986)[12].

## Награды
- Орден Святого Станислава 3-й степени;
- Орден Святой Анны 3-й степени;
- Орден Святого Станислава 2-й степени (1892)[13];
- Орден Святой Анны 2-й степени (1896);
- Орден Святого Владимира 3-й степени (1914).
- Медаль «В память царствования императора Александра III»;
- Медаль «В память 300-летия царствования дома Романовых».

## Постройки в Санкт-Петербурге
| Дата постройки | Адрес                                                                                           | Описание | Примечание | Изображение | Статус                                                |
| -------------- | ----------------------------------------------------------------------------------------------- | --- | --- | ----------- | ----------------------------------------------------- |
| 1875—1876      | Набережная Мойки, д. № 29                                                                       | Особняк Д. А. Лобанова-Ростовского. С 1971 года — здание Генерального консульства Японии                                        | Совместно с Р. К. Мюллером |             |                                                       |
| 1879—1880      | Каменный остров, 2-я Берёзовая аллея, д. № 21                                                   | Дача А. Филиппен-Дюваля | Полная перестройка существовавшего дома |             | Разобрана в 1919—1920 годах                           |
| 1881           | Английская набережная, д. № 58 / Галерная улица, д. № 59                                        | Домовладение Е. А. Занадворовой                                                                                                 | Надстройка левого дворового флигеля |             | Объект культурного наследия № 7802436000              |
| 1884           | Набережная Адмиралтейского канала, д. № 3                                                       | Доходный дом И. Н. Блейхмана | Перестройка. Совместно с А. Н. Бенуа |             | памятник архитектуры (вновь выявленный объект) [ 17 ] |
| 1884           | Набережная Екатерингофки, д. № 19                                                               | Гутуевская суконная мануфактура Т. Л. Аух. Главное производственное здание с водонапорной башней                                | В 1900-х годах перестроено К. И. Ниманом |             | памятник архитектуры (вновь выявленный объект) [ 17 ] |
| 1887—1889      | Старо-Петергофский проспект, д. № 42-44                                                         | Фабрика консервов Ф. С. Азибера. Производственное здание                                                                        | Совместно с А. Н. Бенуа. В 1909 году здание перестроено В. В. Козминым в доходный дом                                                                 |             |                                                       |
| 1889           | Верейская улица, д. № 16                                                                        | Доходный дом и типография купца Г. Ф. Пантелеева                                                                                | |             |                                                       |
| 1890-е         | Тихорецкий проспект, д. № 17                                                                    | Молочная лесная ферма Ю. Ю. Бенуа («Сад Бенуа»)                                                                                 | Пострадала от пожаров в 2000-х годах. Воссоздана к 2017 году.                                                                                         |             | Объект культурного наследия № 7802339000              |
| 1890-е         | Тихорецкий проспект, д. № 17А                                                                   | Дача Ю. Ю. Бенуа | Сгорела в 2001 году. Воссоздана к 2017 году из железобетона, обшитого деревом, с изменением первоначального облика                                    |             | Объект культурного наследия № 7802339001              |
| 1890—1892      | Итальянская улица, д. № 17                                                                      | Центральное управление Главного общества российских железных дорог (бывший особняк Гамбса)                                      | Надстройка |             | памятник архитектуры (вновь выявленный объект) [ 17 ] |
| 1892, 1895     | 9-я линия, д. № 40 / Средний проспект В. О., д. № 36-38                                         | Комплекс построек для товарищества табачного производства «Лаферм» (табачная фабрика им. Урицкого)                              | Надстройка. При участии А. Н. Бенуа |             | памятник архитектуры (вновь выявленный объект) [ 17 ] |
| 1893           | Виленский переулок, д. № 4                                                                      | Особняк Н. И. Обуховой | |             | памятник архитектуры (вновь выявленный объект) [ 17 ] |
| 1893—1895      | Шпалерная улица, д. № 4                                                                         | Церковь св. Екатерины при Екатерининской школе Женского патриотического общества                                                | Церковь закрыта в 1918 году |             |                                                       |
| 1898—1900      | Большая Морская улица, д. № 40                                                                  | Здание Первого Российского страхового общества                                                                                  | Совместно с Л. Н Бенуа |             | Объект культурного наследия № 7802536000              |
| 1899—1903      | Прилукская улица, д. № 24 / Тамбовская улица, д. № 63                                           | Лиговский народный дом графини С. В. Паниной — ДК Железнодорожников                                                             | |             | Объект культурного наследия № 7810500000              |
| 1899—1903      | Прилукская улица, д. № 22                                                                       | Лиговский народный дом графини С. В. Паниной. Здание Подвижного музея учебных пособий                                           | |             | Объект культурного наследия № 7802291000              |
| 1900-е         | Свердловская набережная, д. № 34 / Феодосийская улица, д. № 1                                   | Славянский пивомедоваренный завод — Пивоваренный завод «Новая Бавария» — Завод «Игристые вина». Главный производственный корпус | |             | памятник архитектуры (вновь выявленный объект) [ 17 ] |
| 1900           | Улица Чайковского, д. № 23                                                                      | Дом графини С. В. Паниной | Перестройка, надстройка |             |                                                       |
| 1900—1901      | Прямой проспект, д. № 1 / Улица Бабушкина д. № 42, корп. 4                                      | Школа принца Петра Григорьевича Ольденбургского Императорского женского патриотического общества                                | |             | памятник архитектуры (вновь выявленный объект) [ 17 ] |
| 1902           | Невский проспект, д. № 39                                                                       | Аничков дворец, собственный подъезд великого князя Михаила Александровича                                                       | Переделка, постройка винтовой лестницы |             | Объект культурного наследия № 7810614000              |
| 1902—1903      | 8-я Советская улица, д. № 62 / Новгородская улица, д. № 4                                       | Рождественская школа и приют Женского патриотического общества                                                                  | |             |                                                       |
| 1902—1904      | Моховая улица, д. № 34                                                                          | Особняк Н. В. Безобразовой (жены генерала В. М. Безобразова) — Академия театрального искусства                                  | Совместно с К. И. Стрегулиным. Постройка по переработанному проекту А. И. Владовского                                                                 | Моховая, 34 | Объект культурного наследия № 7802165000              |
| 1903—1904      | Набережная Фонтанки, д. № 154                                                                   | Здание Крестовоздвиженской общины сестёр милосердия                                                                             | Перестройка |             | Объект культурного наследия № 7802394001              |
| 1903—1904      | Набережная Фонтанки, д. № 154 корп. 2 лит. Е                                                    | Крестовоздвиженская община сестёр милосердия. Здание амбулатории                                                                | Перестройка. В советское время здание было надстроено 3-м и 4-м этажом                                                                                |             |                                                       |
| 1903—1905      | Набережная канала Грибоедова, д. № 50-54 / Сенная площадь, д. № 13 / Переулок Гривцова, д. № 11 | Доходный дом Н. В. Безобразовой (жены генерала В. М. Безобразова)                                                               | В конце 1940-х — начале 1950-х годов фасад со стороны Сенной площади был изменён                                                                      |             | памятник архитектуры (вновь выявленный объект) [ 17 ] |
| 1905           | Моховая улица, д. № 18                                                                          | Доходный дом А. А. Ветошкиной — Доходный дом А. Р. Ламздорф                                                                     | Флигель во дворе дома. Кроме того, Ю. Ю. Бенуа был владельцем этого дома, где также находилось правление Молочной лесной фермы Бенуа и молочная лавка |             | памятник архитектуры (вновь выявленный объект) [ 17 ] |
| 1909—1910      | Петроградская набережная, д. № 34                                                               | Комплекс построек бумагопрядильной мануфактуры «Джеймс Бек»                                                                     | Расширение, надстройка |             | памятник архитектуры (вновь выявленный объект) [ 17 ] |
| 1909—1910      | Улица Чапаева, д. № 17                                                                          | Бумагопрядильная мануфактура «Бек Василий Яковлевич»                                                                            | Расширение, надстройка |             | памятник архитектуры (вновь выявленный объект) [ 17 ] |
| 1912—1914      | Каменноостровский проспект, д. № 26-28                                                          | Жилой дом Первого Российского страхового общества                                                                               | Совместно с Л. Н. Бенуа при участии А. Н. Бенуа и А. И. Гунста                                                                                        |             | Объект культурного наследия № 7810368000              |
| 1913—1914      | Кронверкская улица, д. № 29 / Большая Пушкарская улица, д. № 37                                 | Доходный дом Первого Российского страхового общества                                                                            | Корпус в комплексе зданий Первого Российского страхового общества (см. выше). Совместно с Л. Н. Бенуа                                                 |             | памятник архитектуры (вновь выявленный объект) [ 17 ] |
| 1914—1915      | Нейшлотский переулок, д. № 23-25                                                                | «Образцовый молочный комплекс» с доходным домом                                                                                 | |             | памятник архитектуры (вновь выявленный объект) [ 17 ] |